# ダルマザメ
ダルマザメ（達磨鮫、学名：Isistius brasiliensis、英名：Cookie-cutter shark）はヨロイザメ科に属するサメの一種。体長30-50センチメートル。深海に生息する、比較的珍しいサメ。普通水深1,000メートルより深い海に生息する。熱帯、亜熱帯海域の水深80-3,500メートル間で採集の記録がある。夜になると獲物を求めて比較的浅い水深にまで上がってきて、様々な獲物を狙うようになる。
体色は背側が茶色、腹側は白色を呈する。体形は葉巻型で、いずれの鰭も小さく、背鰭は身体の後方に位置する。臀鰭（しりびれ）は無い。腹面に発光器を持ち、淡緑色の生物発光をする。これはカウンターイルミネーション（Counter illumination）といい、下方から見たときに表層からのわずかな光に溶け込み、自分の影を消すという効果がある。

## 大型生物への攻撃
イカなどを常食とするが、自分よりはるかに大きい動物をも攻撃し、生きたまま体表の一部の肉を削り取って食べるという特異な生態を持つ。すなわち獲物の体表に噛み付き、体を回転させることで肉塊を食いちぎる。このとき、まるでディッシャーで掬い取ったようにきれいな半球形に窪んだ傷跡ができる。これを可能にしているのは、ダルマザメの口の強い吸引力と下顎の鋭いのこぎりのような形状の歯列である。
餌の対象となるのはカジキやマグロ、クジラ、イルカなど大型の海産魚や海産哺乳類である。ダルマザメの攻撃は、大型の動物に致命傷を与えるには至らずに生き延びることができるので、マグロなどがこの独特な傷跡を残したまま市場に並べられることも少なくない。以前はこれがダルマザメによるものだと分からず、市場関係者や研究者を悩ませていた。
サメとしては小型の体格でありながらも、自分よりも大きくて力の強い大型の動物から食物を得ることができるダルマザメの戦略は、餌の少ない深海という環境に適応した一つの手段と言える。上述のように大型動物を攻撃しても致命傷を与えるに至らないので餌の枯渇を招くこともないためダルマザメにとって非常に有効な戦略といえる。
なお、イソギンポ科のニセクロスジギンポが似たような食性を持つ。掃除魚と呼ばれるホンソメワケベラに擬態し、掃除屋になりすまして対象者の皮膚や鰭を食い千切る。
マグロなどの有用魚種を食害する他、海底ケーブルや潜水艦に傷をつけるなどの被害が知られている。本種が鯨類の体に着けた傷は、研究における個体の識別において有用である。

## 分類
フランスの博物学者ジャン・ルネ・コンスタン・クアとジョセフ・ポール・ガイマールによって、Scymnus brasiliensisの名で記載された。タイプ標本は1817-1820年のルイ・ド・フレシネに率いられたコルベットUranieの探検航海で、ブラジル沖で獲れたものである。1824年、この記録はフレシネによる13巻のレポートVoyage autour du monde...sur les corvettes de S.M. l'Uranie et la Physicienneの一部として出版された。1865年、米国の魚類学者Theodore Gillはエジプト神話の光の女神イシスに因んで新属Isistiusを作り、この種を置いた。
食害痕の記録は古く、古代サモアの伝説「パラウリ湾を訪れたatu（カツオ）が酋長のTautunuに肉片を捧げた」という記述にすでに見られる。その後もこの傷痕の原因として、ヤツメウナギ・細菌・寄生虫など様々な仮説が提唱されてきた。1971年、米国商業漁業局（アメリカ海洋大気庁の前身の一つ）のEveret Jonesが、それまでcigar sharkとして知られていたサメが原因であることを見出した。その後、サメの専門家Stewart Springerによって"cookiecutter shark"という名が広められた（彼自身は当初"demon whale-biters"と呼んでいた）。

### 近縁種
ダルマザメ属 Isistius の現生種としては、ダルマザメ I. brasiliensis、コヒレダルマザメ I. plutodus (Garrick & Springer, 1964) の2種が知られている。
化石種としては、中新世-鮮新世の層から産出する Isistius triangulus Probst, 1879 がある。

## 分布
全世界の主要な熱帯・暖帯の外洋、主に緯度20°N-20°S、表面水温18-26℃の所に分布する。大西洋では、西はバハマ沖・ブラジル南部、東はカーボベルデ・ギニア・シエラレオネ・アンゴラ南部・南アフリカ、南はアセンション島まで。インド太平洋では、モーリシャスからニューギニア・タスマニア・ロードハウ島・オーストラリア・ニュージーランド・日本沖合。東太平洋では、北はフィジーからハワイ、東はガラパゴス諸島・イースター島・グアダルーペ島で採集されている。海獣の真新しい食害痕からは、温暖な年にはカリフォルニアまで進出すると推測される。
捕獲記録から、1日に3キロメートルもの日周鉛直移動を行うことが分かっている。日中は深度1,000 - 3,700メートルにいるが、夜は85メートルにまで浮上する。だが海面にまで出ることは珍しい。他のヨロイザメ類と比べ低い溶存酸素量にも耐える。島の周辺でよく見られるが、これは繁殖のため、または大型の獲物が集まるためと考えられている。北東大西洋では、成体は緯度11°N - 16°Nで見られ、小型個体は南に、大型個体は北に分布する。雌雄で棲み分けているというデータはない。

## 形態

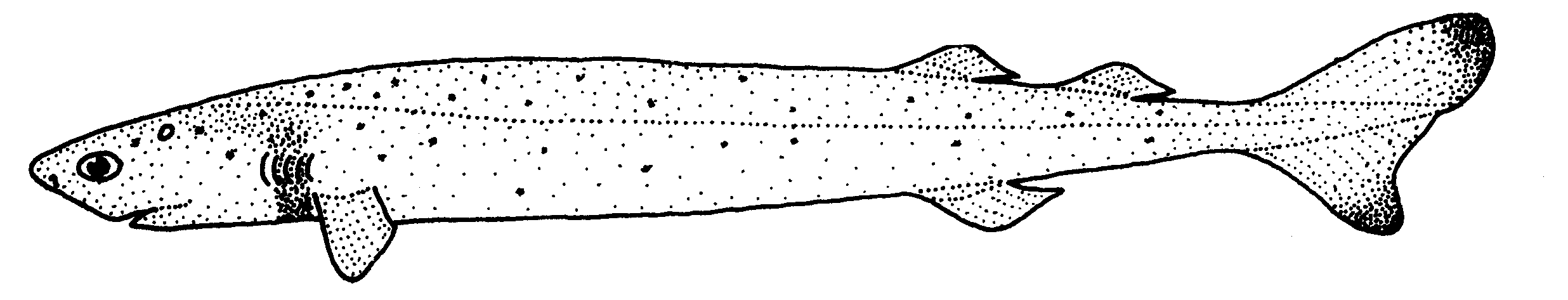
体型

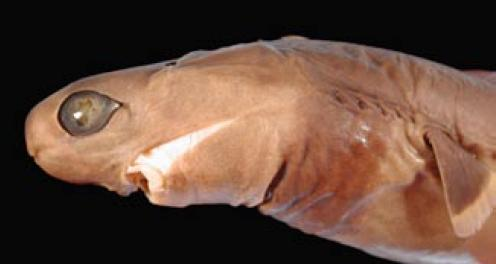
頭部は丸く、眼は前方にある。

体形は葉巻型で、短く丸く膨らんだ吻がある。鼻孔には非常に短い皮弁がある。緑色の大きく丸い眼が頭部前方にあるが、広範な両眼視能力はない。眼後方の頭部上面に大きな噴水孔がある。口は短くほぼ真横に伸び、伸縮する吸盤状の唇に取り巻かれる。上顎の歯列は30-37、下顎は25-31で体サイズと共に増える。上顎と下顎の歯は極端に異なる。上顎の歯は小さくて細く直立し、1本毎に滑らかに尖るのに対し、下顎の歯は大きくて幅広くナイフ状で、全ての歯が連動して鋸のような刃を構成している。鰓裂は5対で小さい。
胸鰭は短く、概ね台形。2つの背鰭に棘はなく後方に位置し、第一背鰭は腹鰭のすぐ手前、第二背鰭はその直後にある。第二背鰭のほうがわずかに大きく、腹鰭はどちらの背鰭よりも大きい。臀鰭はない。尾鰭は広く、下葉と上葉の大きさはほぼ同じ。上葉には明瞭な欠刻がある。皮歯は角張って平たく、若干中央が凹んで周囲が持ちあがる。体色は暗褐色で腹側は僅かに明るく、鰓周辺に"襟"のような黒い帯がある。鰭の縁は透明だが、尾鰭の縁は暗い。複雑な発光器が首元を除く腹側を密に覆い、鮮緑色に発光する。雄は最大で42センチメートル、雌は56センチメートル。

## 生態

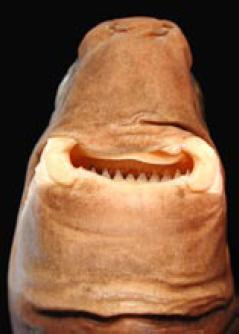
特徴的な歯並びと吸盤状の唇

大型の獲物の体組織を丸く噛み取ることがよく知られているが、小型の獲物を丸ごと食べることもあるため、通性外部寄生生物であるといえる。頭部の軟骨は高度に石灰化しており、強く噛み付くことができる。小さな鰭と弱い筋肉を持つ待ち伏せ型捕食者で、ほとんどの時間を水中に漂って過ごす。中性浮力を保つため、肝臓重量の35%は低密度の脂質である。他のヨロイザメ類に比べ骨格密度が高いため、体腔と肝臓はより大きく、脂質含有率も高い。大きな尾鰭により、高速で移動する獲物に瞬時に襲いかかることができる。
歯はよく生え変わるが、下顎の歯は1つずつではなく一度に抜け落ちる。計算上、14センチメートルのダルマザメが50センチメートルになるまでに下顎の歯は15回生え変わり、435 - 465本の歯が抜け落ちる。カルシウムを再利用するため、抜けた歯は飲み込まれる。普通のサメの網膜は網膜神経節細胞が水平線状に集合するが、このサメは円状に集合し、前方の獲物を注視しやすい。群れで揃って泳ぐことが知られており、疑似餌（下節を参照のこと）の効果を増大させるだけでなく、大型捕食者からの反撃も防いでいる。

### 生物発光

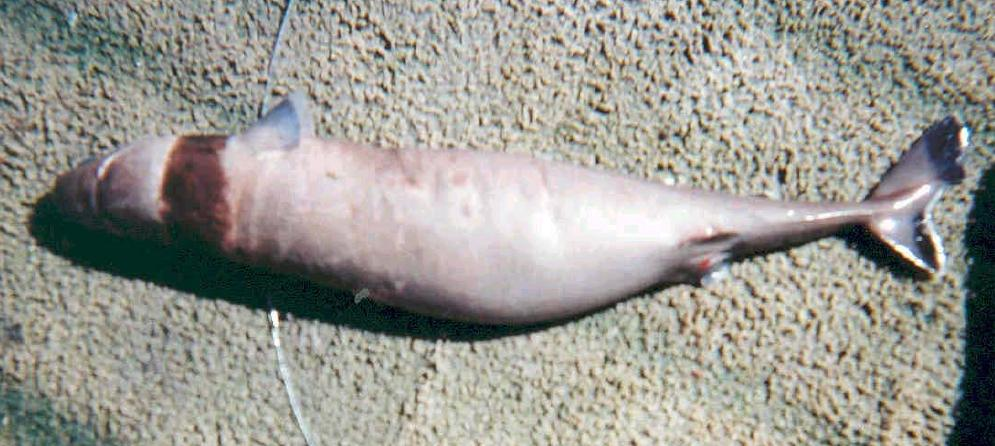
首周りの帯は疑似餌として機能する。

淡緑色の自力発光はあらゆるサメの中で最も強く、水揚げの3時間後にも光っていた記録がある。中深層の生物ではよく見られるが、腹面の発光器は上からの光と強度を合わせて自身の影を消す、カウンターイルミネーション効果を狙ったものである。個々の発光器は皮歯を取り巻き、肉眼で視認できないほど小さいが、これは至近距離でも発見されないような適応であると見られる。
発光する腹面と比べると、首周りの暗い帯が目立つ。これは小魚の影に見せかけた疑似餌だと推測されている。群れを作ることで疑似餌の効果は上がるかも知れない。この仮説が正しいとすれば、ダルマザメは自身の影で大型の獲物をおびき寄せる、珍しいタイプの海洋生物であることになる。また、対応できる光強度の範囲は限られているので、鉛直運動によってその時刻・天候での最適な光強度を探索していると見られる。

### 摂餌

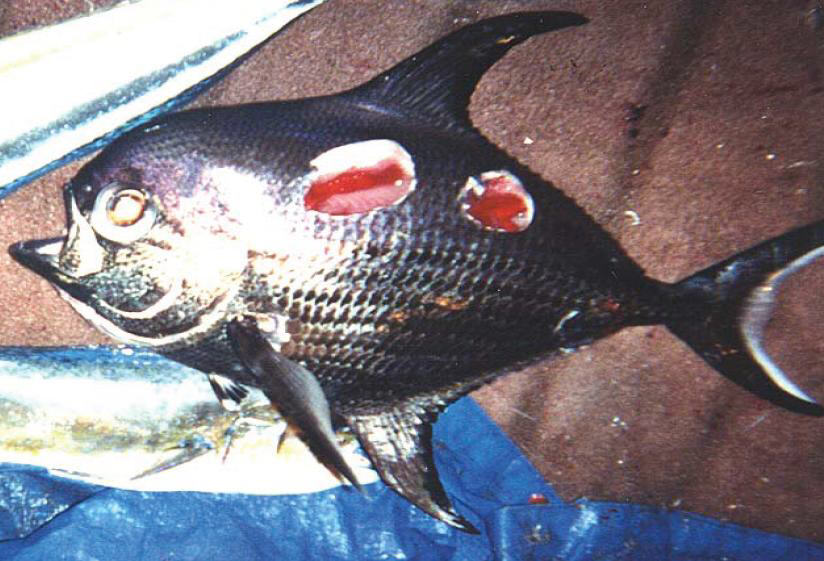
ヒレジロマンザイウオはよく狙われる種の一つ

全ての中-大型海洋生物が狙われる可能性があるが、食害痕が見つかっているのは鯨（ネズミイルカ・イルカ・アカボウクジラ・マッコウクジラ・ヒゲクジラ）、鰭脚類（オットセイ・ヒョウアザラシ・ゾウアザラシ）、ジュゴン、軟骨魚（ヨシキリザメ・ミツクリザメ・ウバザメ・ホホジロザメ・メガマウスザメ・オオワニザメ）、エイ類（ウスエイ・カラスエイ・ムツエラエイ）、硬骨魚（カジキ・マグロ・シイラ・アジ・アブラソコムツ・アカマンボウ・シマガツオ）など。ヨコエソ科・カイアシなど小型の獲物を食べたり、自身の体長に匹敵する外套長15 - 30センチメートルのイカを丸ごと食べることもある。

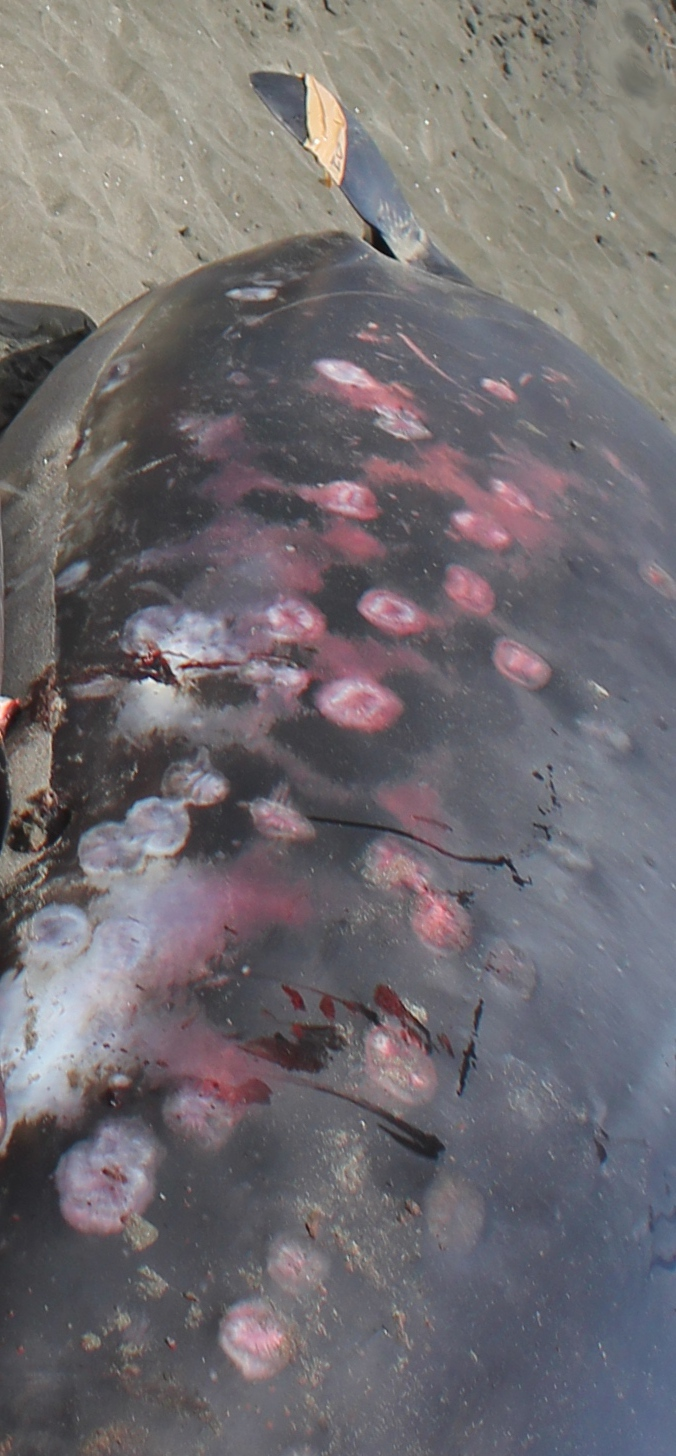
座礁したミナミオウギハクジラの食害痕

食害痕は平均して直径5センチメートル、深さ7センチメートルのクレーター状である。食害頻度が非常に高い地域もあり、ハワイ沖ではほぼ全個体のハシナガイルカ成体が食害痕を持つ。病気などで弱った動物はより襲われやすく、西部大西洋では、弱って座礁したカズハゴンドウに数十から数百もの食害痕があるのに対し、衰弱せずに座礁した個体ではほとんど見られないことが記録されている。食害による、動物の成長・繁殖への影響は不明である。
このような摂餌方式のため、口や咽頭は高度に特殊化している。まず、噴水孔を閉じて基舌骨を引き込むことで口内に負圧を生成し、獲物の体表に体を固定する。このとき、体表との隙間は吸盤状の唇で塞ぐ。次に細い上顎歯を支えに、下顎歯で肉に切り込む。最後に、獲物が暴れる力をうまく利用して体を捻ることで、肉を丸く抉り取る。このとき下顎は細かく振動し、電動ナイフに似た原理で肉の切断を助ける。強力な吸引能力は、イカなど小型の獲物を捕える時にも役立つ。

### 生活史
他のツノザメ類のように無胎盤性胎生で、胚は卵黄で育つ。雌は機能する子宮を2つ持ち、産仔数は6-12。雌が誕生直前、12.4 - 13.7センチメートルの胎児を9匹持っていた記録がある。この胎児はまだ大きな卵黄嚢を持っていたため、卵黄の吸収速度は遅く、長い妊娠期間を持つと推測される。胎児は茶色の色素を持つが、首周りの黒い帯や特殊化した歯列はまだない。出生時は体長14 - 15センチメートル。雄は36センチメートル、雌は39センチメートルで性成熟する。

## 人との関わり

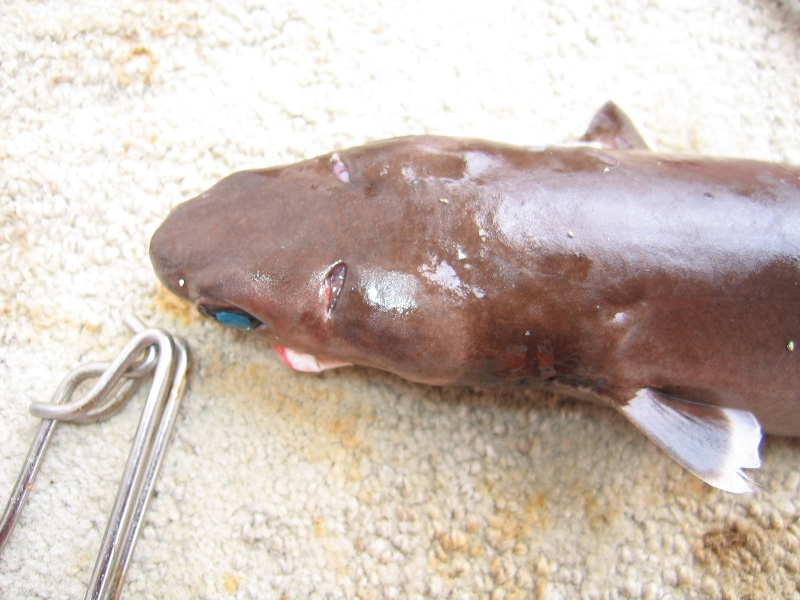
ハワイ近海での延縄で漁獲されたダルマザメ。大きな噴水孔が特徴。

小さく、外洋性で人との遭遇が少ないため、危険だとは考えられていない。だが、人を襲ったと考えられる例が幾つかある。その一つは、外洋で活動中の水中写真家が、吻の丸い30センチメートル程度の獰猛な魚の群れに襲われた事件である。難破船の生存者からも、夜間に小さな深い噛み傷を付けられた事例が報告されている。2009年3月、マウイ島のMike Spaldingがアレヌイハハ海峡を泳ぎ渡った際にも噛まれている。食害痕が治癒する際の記録もある。
1970年代、アメリカ海軍の潜水艦が用いていたAN/BQR-19ソナードームのネオプレン製カバーが食害され、中のオイルが漏れ出したことで修理を余儀なくされた。未知の兵器による攻撃が疑われたが、ダルマザメの仕業と特定されてからはドームに繊維強化プラスチック（GFRP）製の覆いを被せることで解決された。1980年代にも潜水艦のプローブに繋がる電線が攻撃されたが、これもGFRPによって解決された。海洋学研究機材や海底ケーブルを攻撃した例もある。
魚網や重要魚種を食害し、商業漁業に潜在的な悪影響を与えている。このサメ自身は小さいため経済価値はなく、遠洋延縄・中層トロール・プランクトンネットなどで稀に混獲されるのみである。個体数の減少が確認されておらず、汎存種であることから、IUCNは保全状況を軽度懸念としている。